# Alloispermum
Alloispermum là một chi thực vật có hoa trong họ Cúc (Asteraceae).

## Loài
Chi Alloispermum gồm các loài: